# BB&T Atlanta Open 2013 - Qualificazioni singolare
Le qualificazioni del singolare del BB&T Atlanta Open 2013 sono state un torneo di tennis preliminare per accedere alla fase finale della manifestazione. I vincitori dell'ultimo turno sono entrati di diritto nel tabellone principale. In caso di ritiro di uno o più giocatori aventi diritto a questi sono subentrati i lucky loser, ossia i giocatori che hanno perso nell'ultimo turno ma che avevano una classifica più alta rispetto agli altri partecipanti che avevano comunque perso nel turno finale.

## Teste di serie
1. Matthew Ebden (qualificato)
2. Tim Smyczek (qualificato)
3. Somdev Devvarman (secondo turno)
4. Jimmy Wang (primo turno)

1. Miša Zverev (qualificato)
2. Yūichi Sugita (secondo turno)
3. Donald Young (ultimo turno)
4. Robby Ginepri (ultimo turno)

## Qualificati
1. Matthew Ebden
2. Tim Smyczek

1. Miša Zverev
2. Kevin King

## Tabellone

### Legenda
| - Q = Qualificato - WC = Wild card - LL = Lucky loser | - ALT = Alternate - SE = Special Exempt - PR = Protected Ranking | - w/o = Walkover - r = Ritirato - d = Squalificato |

### Sezione 1
|  | Primo turno      | Primo turno       | Primo turno       | Primo turno | Primo turno |  |  | Secondo turno | Secondo turno  | Secondo turno  | Secondo turno  | Secondo turno  |   |    | Ultimo turno | Ultimo turno  | Ultimo turno  | Ultimo turno | Ultimo turno |  |
|  |                  |                   |                   |             |             |  |  |               |                |                |                |                |   |    |              |               |               |              |              |  |
|  | 1                | Matthew Ebden     | Matthew Ebden     | 6           | 6           |  |  |               |                |                |                |                |   |    |              |               |               |              |              |  |
|  |                  | Santiago González | Santiago González | 4           | 1           |  |  | 1             | Matthew Ebden  | Matthew Ebden  | 6              | 6              |   |    |              |               |               |              |              |  |
|  | Dean O'Brien     | Dean O'Brien      | 7                 | 63          | 6           |  |  |               | Dean O'Brien   | Dean O'Brien   | 1              | 1              |   |    |              |               |               |              |              |  |
|  | Juan-Carlos Spir | Juan-Carlos Spir  | 65                | 7           | 2           |  |  |               |                |                |                |                |   |    | 1            | Matthew Ebden | Matthew Ebden | 6            | 7            |  |
|  | Mark Verryth     | Mark Verryth      | Mark Verryth      | 5           | 2           |  |  |               |                |                | Chris Guccione | Chris Guccione | 4 | 62 |              |               |               |              |              |  |
|  | Chris Guccione   | Chris Guccione    | Chris Guccione    | 7           | 6           |  |  |               | Chris Guccione | Chris Guccione | 6              | 6              |   |    |              |               |               |              |              |  |
|  |                  | André Sá          | 6                 | 2           | r           |  |  | 6             | Yūichi Sugita  | Yūichi Sugita  | 4              | 2              |   |    |              |               |               |              |              |  |
|  | 6                | Yūichi Sugita     | 2                 | 1           |             |  |  |               |                |                |                |                |   |    |              |               |               |              |              |  |

### Sezione 2
|  | Primo turno       | Primo turno        | Primo turno        | Primo turno | Primo turno |  |  | Secondo turno | Secondo turno  | Secondo turno  | Secondo turno | Secondo turno |   |    | Ultimo turno | Ultimo turno | Ultimo turno | Ultimo turno | Ultimo turno |  |
|  |                   |                    |                    |             |             |  |  |               |                |                |               |               |   |    |              |              |              |              |              |  |
|  | 2                 | Tim Smyczek        | Tim Smyczek        | 6           | 6           |  |  |               |                |                |               |               |   |    |              |              |              |              |              |  |
|  |                   | Luke Saville       | Luke Saville       | 1           | 3           |  |  | 2             | Tim Smyczek    | Tim Smyczek    | 6             | 6             |   |    |              |              |              |              |              |  |
|  |                   | Mitchell Frank     | 3                  | 6           | 6           |  |  |               | Mitchell Frank | Mitchell Frank | 1             | 4             |   |    |              |              |              |              |              |  |
|  | WC                | Nathan Pasha       | 6                  | 2           | 4           |  |  |               |                |                |               |               |   |    | 2            | Tim Smyczek  | Tim Smyczek  | 7            | 7            |  |
|  | Marcelo Demoliner | Marcelo Demoliner  | Marcelo Demoliner  | 3           | 5           |  |  |               |                | 7              | Donald Young  | Donald Young  | 5 | 63 |              |              |              |              |              |  |
|  | Saketh Myneni     | Saketh Myneni      | Saketh Myneni      | 6           | 7           |  |  |               | Saketh Myneni  | Saketh Myneni  | 63            | 3             |   |    |              |              |              |              |              |  |
|  |                   | Cătălin-Ionuț Gârd | Cătălin-Ionuț Gârd | 2           | 2           |  |  | 7             | Donald Young   | Donald Young   | 7             | 6             |   |    |              |              |              |              |              |  |
|  | 7                 | Donald Young       | Donald Young       | 6           | 6           |  |  |               |                |                |               |               |   |    |              |              |              |              |              |  |

### Sezione 3
|  | Primo turno      | Primo turno      | Primo turno      | Primo turno | Primo turno |  |  | Secondo turno | Secondo turno    | Secondo turno    | Secondo turno | Secondo turno |   |   | Ultimo turno | Ultimo turno     | Ultimo turno     | Ultimo turno | Ultimo turno |  |
|  |                  |                  |                  |             |             |  |  |               |                  |                  |               |               |   |   |              |                  |                  |              |              |  |
|  | 3                | Somdev Devvarman | Somdev Devvarman | 6           | 6           |  |  |               |                  |                  |               |               |   |   |              |                  |                  |              |              |  |
|  |                  | Patrick Davidson | Patrick Davidson | 0           | 2           |  |  | 3             | Somdev Devvarman | Somdev Devvarman | 3             | 4             |   |   |              |                  |                  |              |              |  |
|  | Jason Jung       | Jason Jung       | Jason Jung       | 2           | 0           |  |  |               | Prakash Amritraj | Prakash Amritraj | 6             | 6             |   |   |              |                  |                  |              |              |  |
|  | Prakash Amritraj | Prakash Amritraj | Prakash Amritraj | 6           | 6           |  |  |               |                  |                  |               |               |   |   |              | Prakash Amritraj | Prakash Amritraj | 4            | 2            |  |
|  |                  | Takura Happy     | Takura Happy     | 6           | 6           |  |  |               |                  | 5                | Miša Zverev   | Miša Zverev   | 6 | 6 |              |                  |                  |              |              |  |
|  | WC               | Eric Sock        | Eric Sock        | 1           | 2           |  |  |               | Takura Happy     | Takura Happy     | 3             | 3             |   |   |              |                  |                  |              |              |  |
|  | WC               | Nathan Rakitt    | Nathan Rakitt    | 4           | 3           |  |  | 5             | Miša Zverev      | Miša Zverev      | 6             | 6             |   |   |              |                  |                  |              |              |  |
|  | 5                | Miša Zverev      | Miša Zverev      | 6           | 6           |  |  |               |                  |                  |               |               |   |   |              |                  |                  |              |              |  |

### Sezione 4
|  | Primo turno      | Primo turno         | Primo turno         | Primo turno | Primo turno |  |  | Secondo turno  | Secondo turno  | Secondo turno | Secondo turno | Secondo turno |   |   | Ultimo turno | Ultimo turno | Ultimo turno | Ultimo turno | Ultimo turno |  |
|  |                  |                     |                     |             |             |  |  |                |                |               |               |               |   |   |              |              |              |              |              |  |
|  | 4                | Jimmy Wang          | 64                  | 0           | r           |  |  |                |                |               |               |               |   |   |              |              |              |              |              |  |
|  |                  | Kevin King          | 7                   | 1           |             |  |  | Kevin King     | Kevin King     | 64            | 7             | 6             |   |   |              |              |              |              |              |  |
|  | Tyler Hochwalt   | Tyler Hochwalt      | Tyler Hochwalt      | 6           | 6           |  |  | Tyler Hochwalt | Tyler Hochwalt | 7             | 64            | 1             |   |   |              |              |              |              |              |  |
|  | Jean-Yves Aubone | Jean-Yves Aubone    | Jean-Yves Aubone    | 3           | 4           |  |  |                |                |               |               |               |   |   |              | Kevin King   | 2            | 6            | 6            |  |
|  |                  | Jeff Dadamo         | Jeff Dadamo         | 6           | 6           |  |  |                |                | 8             | Robby Ginepri | 6             | 4 | 4 |              |              |              |              |              |  |
|  | WC               | Christopher Eubanks | Christopher Eubanks | 2           | 3           |  |  |                | Jeff Dadamo    | 6             | 1             | 3             |   |   |              |              |              |              |              |  |
|  |                  | Andrew Carter       | Andrew Carter       | 3           | 1           |  |  | 8              | Robby Ginepri  | 3             | 6             | 6             |   |   |              |              |              |              |              |  |
|  | 8                | Robby Ginepri       | Robby Ginepri       | 6           | 6           |  |  |                |                |               |               |               |   |   |              |              |              |              |              |  |